# 広瀬町 (前橋市)
広瀬町（ひろせまち）は、群馬県前橋市の町名。一丁目から三丁目がある。住居表示未実施地区である（地番整理は実施済み）。郵便番号371-0812。
面積は0.83km2(2013年現在)。

## 地理
前橋市の南部、北東を広瀬川及び韮川に、南西を宮川用水路に囲まれた町である。北は朝倉町と天川大島町に、東は下大島町に、南は西善町と山王町に、西は後閑町に接する。ほとんど全体が住宅地になっている。特にマンションが林立する広瀬団地は県内最大規模を誇る。前橋市立広瀬中学校は隣接する後閑町に所在し、広瀬町内にはない。

### 河川
- 広瀬川
- 韮川

## 歴史
- 1966年 市・県営住宅などが建設され、県内最大規模の広瀬団地の造成が進められる。
- 1975年 前橋市朝倉町、後閑町の各一から広瀬町一丁目、後閑町、西善町の各一部から広瀬町二丁目、後閑町、山王町の各一部から広瀬町三丁目が成立。

### 地名の由来
同町が広瀬川沿いに立地することにちなむ。

## 世帯数と人口
2017年（平成29年）8月31日現在の世帯数と人口は以下の通りである。
| 丁目         | 世帯数    | 人口    |
| ------------ | --------- | ------- |
| 広瀬町一丁目 | 883世帯   | 1,817人 |
| 広瀬町二丁目 | 1,540世帯 | 3,128人 |
| 広瀬町三丁目 | 1,279世帯 | 2,538人 |
| 計           | 3,702世帯 | 7,483人 |

## 小・中学校の学区
市立小・中学校に通う場合、学区は以下の通りとなる。
| 丁目         | 番地 | 小学校               | 中学校             |
| ------------ | ---- | -------------------- | ------------------ |
| 広瀬町一丁目 | 全域 | 前橋市立わかば小学校 | 前橋市立明桜中学校 |
| 広瀬町二丁目 | 一部 | 前橋市立わかば小学校 | 前橋市立明桜中学校 |
| 広瀬町二丁目 | 一部 | 前橋市立広瀬小学校   | 前橋市立明桜中学校 |
| 広瀬町三丁目 | 全域 | 前橋市立広瀬小学校   | 前橋市立明桜中学校 |

## 交通

### 鉄道
鉄道駅はない。

### 道路
国道、県道ともに通っていない。

## 施設
- 前橋市立広瀬小学校
- 前橋広瀬郵便局
- 前橋市立広瀬幼稚園
- 広瀬団地